# La Bague maléfique
 (avril 2025).
Motif : ou sont les références secondaires centrées qui démontrent l'admissibilité ?
- Archive Wikiwix
- Bing
- Cairn
- DuckDuckGo
- E. Universalis
- Gallica
- Google
- G. Books
- G. News
- G. Scholar
- Persée
- Qwant
- (zh) Baidu
- (ru) Yandex
- (wd) trouver des œuvres sur Wikidata

| 1. | Préciser le motif de la pose du bandeau. | Précisez le motif de la pose du bandeau en utilisant la syntaxe suivante : {{admissibilité à vérifier\|date=avril 2025\|motif=remplacez ce texte par le motif}}                         |
| 2. | Informer les utilisateurs concernés.     | Pensez à avertir le créateur de l'article, par exemple, en insérant le code ci-dessous sur sa page de discussion : {{subst:avertissement admissibilité à vérifier\|La Bague maléfique}} |

La Bague maléfique est un livre de la collection Chair de Poule (Goosebumps, en anglais), créée et écrite par l'auteur R. L. Stine. Dans la collection française Bayard Poche, ce livre est le 61e de la collection. Il est traduit de l'américain par Shaïne Cassim.
Le livre original est, dans l'édition américaine, le 18e de la série Goosebumps series 2000, le titre original étant : Goosebumps series 2000 no 18 : Horrors of the black ring - littéralement : Les horreurs de la bague noire.

## Résumé de l'histoire
L'héroïne du livre est Beth, une pré-adolescente de 12 ans ; elle vit avec ses parents et sa petite sœur Amanda de 7 ans. Un jour, en classe, sa maîtresse Mlle Gold lui confie qu'elle a trouvé une bague, mais Beth voit qu'il y a une tête vivante à l’intérieur. Une illusion d'optique dans la pierre montée en bague, selon elle, mais elle ne peut plus retirer la bague de son doigt depuis qu'elle l'y a mise.
D'inquiétants évènements se produisent au collège : début d'incendie, saccage, vandalisme, infiltration d'asticots dans les pâtisseries... Et pendant le carnaval du printemps du collège, c'est l'apogée. Après une incroyable révélation, c'est au tour de Beth d'avoir la bague à son doigt.

## Commentaires
Il n'y eut pas d'adaptation télévisée de ce livre.